# Polizeiruf 110: Die Spur des 13. Apostels
Die Spur des 13. Apostels ist ein deutscher Kriminalfilm von Jörg Wilbrandt aus dem Jahr 1983. Der Fernsehfilm erschien als 83. Folge der Filmreihe Polizeiruf 110.

## Handlung
Innerhalb von drei Monaten wird in sechs verschiedene Dorfkirchen im Umkreis von Berlin eingebrochen. Entwendet werden wertvolle Kirchengefäße. Beim letzten Einbruch versucht der Dieb eine wertvolle Apostelfigur zu entwenden, wird jedoch von Pfarrer Steinhäuser überrascht. Steinhäuser versucht den Einbrecher zu überwältigen und wird niedergeschlagen. Der Organist findet den schwerverletzten Pfarrer, der mit lebensbedrohlichen Verletzungen ins Krankenhaus gebracht wird. Hauptmann Peter Fuchs und Leutnant Vera Arndt übernehmen die Ermittlungen, wobei ihnen der frisch von der Akademie kommende Unterleutnant Harry Bär zur Seite steht.
Restaurator Hubert Arlot hat einst die Apostelfigur wiederhergestellt und auch eine nahezu perfekte Kopie der Figur in seinem Wohnzimmer stehen. Er erklärt den Ermittlern, dass die Apostelfigur des Nathanael so wertvoll sei, weil sie durch einen Schüler Tilman Riemenschneiders gefertigt wurde. Zudem sei sie als Darstellung des 13. Apostels eine Besonderheit. Bei der Beschreibung der Figur fällt Hubert auf, dass in der Kirche nicht das Original steht. Irritiert verabschiedet er sich von den Ermittlern und geht. In seinem Wohnzimmer findet er das Original, das sein Sohn Steffen gerade verpacken will. Er gibt an, einen Käufer für die Kopie gefunden zu haben. Hubert stellt ihn zur Rede und bald gibt Steffen zu, beide Figuren ausgetauscht zu haben. Pfarrer Steinhäuser habe er niederschlagen müssen, auch wenn er Huberts Freund war. Hubert deckt Steffen – nicht nur, weil er sein Sohn ist, sondern auch, weil Steffens Frau Silke im vierten Monat schwanger ist.
Der Versuch, den Figurentausch rückgängig zu machen, scheitert, weil die Kirche von der Polizei überwacht wird und die Kopie in der Kirche mit einem Sender ausgestattet wurde. Da der Alarm durch Huberts Versuch, die Figuren zu tauschen, losgegangen ist, wird die Figur in der Kirche einer genaueren Überprüfung unterzogen. Die Ermittler erkennen, dass es sich um eine Kopie handelt. Hubert wird in Untersuchungshaft genommen und gesteht den Raub der Figur sowie die weiteren Einbrüche. Der kurz aus der Ohnmacht erwachte Steinhäuser sagt jedoch aus, dass Hubert nicht der Täter war. Da der Organist eine Beschreibung des Fluchtwagens geben konnte, stößt Harry Bär bald auf Steffen, dessen Firmenfahrzeug mit der Beschreibung des Fluchtwagens übereinstimmt. Steffen hat eine heimliche Beziehung zur Berliner Fotografin Monika Franz, die den Kontakt zur Kunstsammlerin Barbara Grölling aus München hergestellt hat. Steffen sollte die Figur stehlen und dafür 4.000 Mark erhalten, die ihm als geldgierigem Mann unter anderem helfen sollten, den Traum vom eigenen Auto zu erfüllen. Obwohl Steffen die Aktion nun wegen Polizei und dem Mitwissen seines Vaters rückgängig machen will, besteht Monika auf dem Verkauf der Figur, hat sie doch von Barbara Grölling bereits eine Anzahlung erhalten. Monika holt sich die Figur aus dem Haus der Familie Arlot.
Hubert erfährt von den Ermittlern, dass Steinhäuser an seinen Verletzungen verstorben ist. Nun gibt er zu, dass er nicht der Dieb war. Er sagt aus, dass die Originalfigur in seinem Wohnzimmer stehe, doch hat Monika sie bereits geholt. Steffen kommt dazu und gibt sich unschuldig, wird vom Vater jedoch angeklagt. Als er erfährt, dass Steinhäuser tot ist, erklärt er, dass Monika die Figur habe und sie wahrscheinlich nach Berlin bringe. Den Ermittlern gelingt es, Monika bei der Übergabe der Figur an Barbara Grölling zu stellen. Am Ende kommt heraus, dass zwar Steffen den 13. Apostel gestohlen hat, die restlichen Einbrüche jedoch durch Monika verübt wurden, die das Diebesgut fotografierte – die Negative fanden die Ermittler in ihrem Fotolabor.

## Produktion
Die Spur des 13. Apostels wurde vom 1. September bis 30. Oktober 1981 unter dem Arbeitstitel Die Spur des schwarzen Apostel in Potsdam, Teupitz, Lindenberg sowie Berlin und Umgebung sowie Innenaufnahmen der St.-Nikolai-Kirche Bad Freienwalde/Oder gedreht. Die Kostüme des Films schuf Karin Pas, die Filmbauten stammen von Britta Bastian. Der Film erlebte am 6. März 1983 im 1. Programm des Fernsehens der DDR seine Premiere. Die Zuschauerbeteiligung lag bei 47,3 Prozent.
Es war die 83. Folge der Filmreihe Polizeiruf 110. Hauptmann Peter Fuchs ermittelte in seinem 51. Fall und Leutnant Vera Arndt in ihrem 46. Fall. Regisseur des Films war Jörg Wilbrandt, sein Vater Jürgen Wilbrandt komponierte die Filmmusik. Dokumentarfilmregisseur Roland Steiner ist in einer Nebenrolle als Organist zu sehen.
Die Kritik befand, dass Regisseur Wilbrandt die Geschichte „betulich, ohne große Aktion, aber in schönen stimmungsvollen Bildern“ erzähle. Kunstraub war in der Polizeirufreihe zuvor bereits 1973 in Eine Madonna zuviel thematisiert worden.